# Elena Välbe
Elena Valeryevna Välbe (en russe : Елена Валерьевна Вяльбе), née Trubitsyna (Трубицына) le 20 août 1968 à Magadan, est une fondeuse russe. Elle porte le nom de famille du fondeur Estonien Urmas Välbe.
Cette Russe possède l'un des plus beaux palmarès du ski de fond mondial : 7 médailles olympiques, 17 médailles mondiales dont 14 en or, cinq coupes du monde, qui est le record féminin et 45 épreuves individuelles, soit à une seule unité de Bjørn Dæhlie, le recordman en la matière, jusqu'à ce que Marit Bjørgen les dépasse. Elle réussit même à remporter, lors des mondiaux de 1997, une médaille dans les cinq épreuves féminines au programme de la compétition. Cependant, son palmarès reste vierge de médaille d'or olympique en individuel, les trois médailles d'or ayant été acquises en relais. 

## Biographie

### Carrière sportive
Sacrée lors des championnats du monde juniors de 1988 sur 10 et 15 km ainsi que vice-championne sur 30 km. Dans la Coupe du monde, elle fait ses débuts en février 1987 à Lahti (8e) et monte sur son premier podium en décembre 1988 au cinq kilomètres à La Féclaz, quelques jours avant de gagner le quinze kilomètres de Campra. Aidée par ses premiers titres mondiaux, sur le quinze kilomètres et le trente kilomètres en style libre, elle parvient à finir en tête du classement général de la Coupe du monde. En 1990, elle est battue par sa compatriote Larisa Lazutina, mais reprend son titre en 1991, où elle ne connaît la défaite que deux fois, dont une fois aux Championnats du monde à Val di Fiemme, où Lioubov Iegorova remporte le trente kilomètres devant Välbe. Lors de ses mêmes mondiaux, elle est sacrée sur le dix kilomètres libre et le quinze kilomètres classique.
Aux Jeux olympiques d'hiver de 1992 à Albertville, elle est médaillée de bronze à chaque épreuve individuelle : le cinq kilomètres, le quinze kilomètres, la poursuite et le trente kilomètres et remporte son premier titre sur le relais avec l'Équipe unifiée avec Raisa Smetanina, Larisa Lazutina et Lyubov Egorova, en effectuant le meilleur tronçon initial. Aussi gagnante pour la troisième fois de la Coupe du monde cet hiver, elle reçoit la Médaille Holmenkollen pour ses succès, dont un à Holmenkollen en mars 1991.
En 1993, elle revient des Championnats du monde de Falun avec deux médailles uniquement, conservant le titre sur le relais et le quinze kilomètres classique. Elle finit deuxième encore derrière une Russe, Egorova.
Aux Championnats du monde 1997, à Trondheim, elle réalise une performance inédite : le grand chelem, gagnant la médaille d'or sur chacune des épreuves.
1997 est une saison prolifique pour elle, ne quittant jamais le top dix en Coupe du monde, montant sur dix podiums, hors mondiaux et gagnant les courses suivantes : cinq kilomètres libre de Kiruna, quinze kilomètres libre de Kavgolovo et cinq kilomètres libre de Falun. Sa principale concurrente est Stefania Belmondo, sa dauphine au classement général à 31 points. Elle établit également le plus grand nombre de victoires au classement général chez les femmes avec ce cinquième globe de cristal et gagne aussi le classement des longues distances en 1997.
Après une 45e et ultime victoire en Coupe du monde sur le quinze kilomètres classique de Davos, elle dispute son ultime compétition internationale à l'occasion des Jeux olympiques de 1998 à Nagano, où elle remporte son troisième titre consécutif sur le relais et finit avec une cinquième sur le trente kilomètres libre. Elle finit sa carrière avec 81 podiums individuels à son actif, un record qui tient jusqu'à ce que Bjørgen passe sa marque dans les années 2010.

### Autres activités
Entre 2004 et 2006, elle tient le poste de vice-présidente de la Fédération russe de ski. En 2006, elle entraîne l'équipe russe de ski aux Jeux olympiques de Turin.

## Palmarès

### Jeux olympiques d'hiver

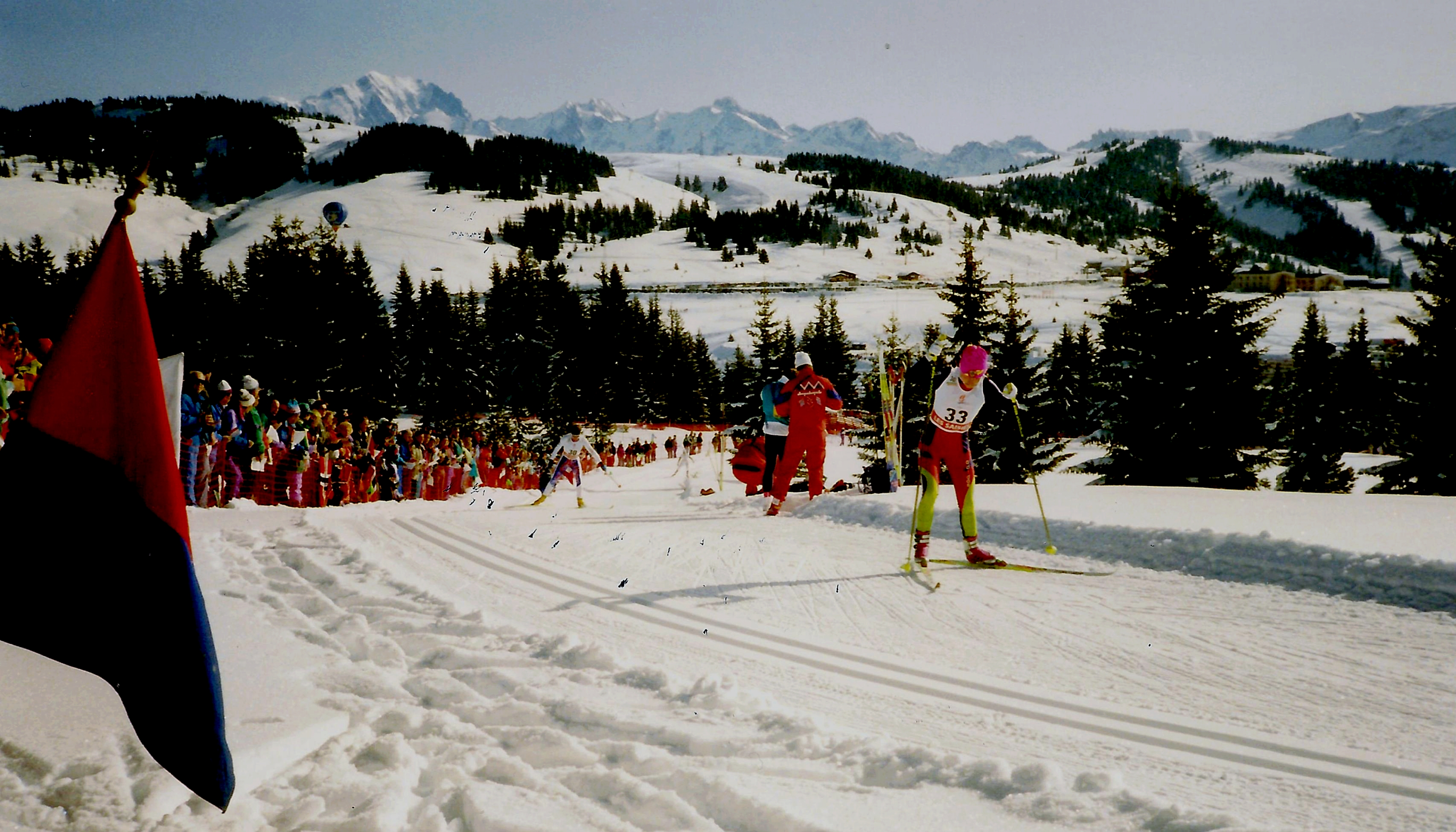
Elena Välbe lors du 30 km dames des J.O. d'Albertville, le 21 février 1992.

Elena Välbe dispute trois éditions des Jeux olympiques, participant à onze épreuves et remportant sept médailles. Lors de ces trois éditions, elle remporte le titre olympique avec le relais quatre fois cinq kilomètres, sous les couleurs de la CEI en 1992, puis celui de la Russie en 1994 et 1998. Elle complète son palmarès par quatre médailles de bronze en 1992, édition où elle remporte une médaille dans chacune des épreuves disputées.
| Édition / Épreuve | 5 km                                | 15 km Poursuite                     | 15 km                               | 30 km                               | 4 × 5 km                       |
| ----------------- | ----------------------------------- | ----------------------------------- | ----------------------------------- | ----------------------------------- | ------------------------------ |
| Albertville 1992  | Médaille de bronze, Jeux olympiques | Médaille de bronze, Jeux olympiques | Médaille de bronze, Jeux olympiques | Médaille de bronze, Jeux olympiques | Médaille d'or, Jeux olympiques |
| Lillehammer 1994  |                                     |                                     | 6e                                  | 6e                                  | Médaille d'or, Jeux olympiques |
| Nagano 1998       |                                     |                                     | 17e                                 | 5e                                  | Médaille d'or, Jeux olympiques |

Légende :
- : première place, médaille d'or
- : deuxième place, médaille d'argent
- : troisième place, médaille de bronze

### Championnats du monde
Elena Välbe participe à cinq éditions des Championnats du monde de ski nordique, remportant dix-sept médailles dont quatorze titres, dont dix dans des épreuves individuelles et quatre avec le relais quatre fois cinq kilomètres. Elle remporte également trois médailles d'argent. Lors des Mondiaux 1997, elle remporte le titre lors de toutes les épreuves du programme. Elle remporte une médaille en individuelle et en relais lors de chaque édition.
| Édition / Épreuve           | 5 km                             | 10 km                            | 10 km                            | 15 km Poursuite                  | 15 km                    | 30 km                    | 4 × 5 km                 |
| Édition / Épreuve           | 5 km                             | libre                            | classique                        | 15 km Poursuite                  | 15 km                    | 30 km                    | 4 × 5 km                 |
| --------------------------- | -------------------------------- | -------------------------------- | -------------------------------- | -------------------------------- | ------------------------ | ------------------------ | ------------------------ |
| Mondiaux 1989 Lahti         | Épreuve inexistante à cette date | Médaille d'or, monde             | 6e                               | Épreuve inexistante à cette date |                          | Médaille d'or, monde     | Médaille d'argent, monde |
| Mondiaux 1991 Val di Fiemme |                                  | Épreuve inexistante à cette date | Médaille d'or, monde             | Épreuve inexistante à cette date | Médaille d'or, monde     | Médaille d'argent, monde | Médaille d'or, monde     |
| Mondiaux 1993 Falun         | 4e                               | Épreuve inexistante à cette date | Épreuve inexistante à cette date | 4e                               | Médaille d'or, monde     | 19e                      | Médaille d'or, monde     |
| Mondiaux 1995 Thunder Bay   | 4e                               | Épreuve inexistante à cette date | Épreuve inexistante à cette date | 12e                              | Médaille d'argent, monde | Médaille d'or, monde     | Médaille d'or, monde     |
| Mondiaux 1997 Trondheim     | Médaille d'or, monde             | Épreuve inexistante à cette date | Épreuve inexistante à cette date | [ 6 ]                            | Médaille d'or, monde     | Médaille d'or, monde     | Médaille d'or, monde     |

### Coupe du monde
Elena Välbe remporte à cinq reprises le classement général de la Coupe du monde, en 1989, 1991, 1992, 1995 et 1998. Elle est également deuxième en 1990, 1993 et 1996. En 1994, elle termine troisième. 
Elle compte 81 podiums, dont 45 victoires, à son palmarès. Son nombre de victoires constitue le record pour une fondeuse avant d'être égalé puis dépassé par Marit Bjørgen lors de la saison 2010-2011.

#### Victoires individuelles
| Date             | Lieu                       | Pays             | Discipline |
| ---------------- | -------------------------- | ---------------- | ---------- |
| 14 décembre 1988 | Campra à Olivone           | Suisse           | 15 km L    |
| 7 janvier 1989   | Kavgolovo                  | Union soviétique | 15 km C    |
| 11 mars 1989     | Falun                      | Suède            | 15 km L    |
| 20 février 1990  | Val di Fiemme              | Italie           | 10 km L    |
| 2 mars 1990      | Lahti                      | Finlande         | 5 km L     |
| 15 décembre 1990 | Davos                      | Suisse           | 15 km C    |
| 19 décembre 1990 | Les Saisies                | France           | 15 km PU   |
| 5 janvier 1991   | Minsk                      | Union soviétique | 30 km C    |
| 2 mars 1991      | Lahti                      | Finlande         | 15 km L    |
| 9 mars 1991      | Falun                      | Suède            | 15 km L    |
| 15 mars 1991     | Oslo                       | Norvège          | 5 km L     |
| 8 décembre 1991  | Silver Star                | Canada           | 5 km C     |
| 14 décembre 1991 | Thunder Bay                | Canada           | 5 km L     |
| 4 janvier 1992   | Kavgolovo                  | Russie           | 15 km C    |
| 14 mars 1992     | Vang                       | Norvège          | 15 km L    |
| 9 janvier 1993   | Ulrichen                   | Suisse           | 10 km C    |
| 19 mars 1993     | Štrbské Pleso              | Slovaquie        | 10 km C    |
| 11 décembre 1993 | Santa Caterina di Valfurva | Italie           | 5 km C     |
| 18 décembre 1993 | Davos                      | Suisse           | 10 km L    |
| 27 novembre 1994 | Kiruna                     | Suède            | 5 km C     |
| 14 décembre 1994 | Tauplitzalm                | Autriche         | 10 km C    |
| 17 décembre 1994 | Sappada                    | Italie           | 15 km L    |
| 7 janvier 1995   | Östersund                  | Suède            | 30 km L    |
| 14 janvier 1995  | Nové Město na Moravě       | Tchéquie         | 15 km C    |
| 5 février 1995   | Falun                      | Suède            | 10 km L    |
| 25 mars 1995     | Sapporo                    | Japon            | 15 km L    |
| 9 décembre 1995  | Davos                      | Suisse           | 5 km L     |
| 13 décembre 1995 | Brusson                    | Italie           | 10 km L    |
| 13 janvier 1996  | Nové Město na Moravě       | Tchéquie         | 10 km C    |
| 4 février 1996   | Reit im Winkl              | Allemagne        | Sprint L   |
| 23 novembre 1996 | Kiruna                     | Suède            | 5 km L     |
| 4 janvier 1997   | Kavgolovo                  | Russie           | 15 km L    |
| 8 mars 1997      | Falun                      | Suède            | 5 km L     |
| 20 décembre 1997 | Davos                      | Suisse           | 15 km C    |

Légende : C = classique, L = libre, PU = poursuite

#### Classements détaillés
| Saison / Épreuve | Saison / Épreuve | Général | Général | Distance                         | Distance                         | Sprint                           | Sprint                           |
| ---------------- | ---------------- | ------- | ------- | -------------------------------- | -------------------------------- | -------------------------------- | -------------------------------- |
| Saison / Épreuve | Saison / Épreuve | Class.  | Points  | Class.                           | Points                           | Class.                           | Points                           |
| 1986-1987        | 1986-1987        | 23e     | 19      | Épreuve inexistante à cette date | Épreuve inexistante à cette date | Épreuve inexistante à cette date | Épreuve inexistante à cette date |
| 1988-1989        | 1988-1989        | 1er     | 167     | Épreuve inexistante à cette date | Épreuve inexistante à cette date | Épreuve inexistante à cette date | Épreuve inexistante à cette date |
| 1989-1990        | 1989-1990        | 2e      | 137     | Épreuve inexistante à cette date | Épreuve inexistante à cette date | Épreuve inexistante à cette date | Épreuve inexistante à cette date |
| 1990-1991        | 1990-1991        | 1er     | 220     | Épreuve inexistante à cette date | Épreuve inexistante à cette date | Épreuve inexistante à cette date | Épreuve inexistante à cette date |
| 1991-1992        | 1991-1992        | 1er     | 169     | Épreuve inexistante à cette date | Épreuve inexistante à cette date | Épreuve inexistante à cette date | Épreuve inexistante à cette date |
| 1992-1993        | 1992-1993        | 2e      | 710     | Épreuve inexistante à cette date | Épreuve inexistante à cette date | Épreuve inexistante à cette date | Épreuve inexistante à cette date |
| 1993-1994        | 1993-1994        | 3e      | 570     | Épreuve inexistante à cette date | Épreuve inexistante à cette date | Épreuve inexistante à cette date | Épreuve inexistante à cette date |
| 1994-1995        | 1994-1995        | 1er     | 1060    | Épreuve inexistante à cette date | Épreuve inexistante à cette date | Épreuve inexistante à cette date | Épreuve inexistante à cette date |
| 1995-1996        | 1995-1996        | 2e      | 945     | Épreuve inexistante à cette date | Épreuve inexistante à cette date | Épreuve inexistante à cette date | Épreuve inexistante à cette date |
| 1996-1997        | 1996-1997        | 1er     | 940     | 1er                              | 340                              | 2e                               | 472                              |
| 1997-1998        | 1997-1998        | 12e     | 246     | 5e                               | 136                              | 18e                              | 110                              |

## Cinéma
Le film Neige blanche (2020) est un film biographique de Nikolaï Khomeriki sur Elena Välbe.